# Centre international de l'enfance
 (février 2015).
Pour les articles homonymes, voir CIE.
Le Centre international de l'enfance ou CIE (1949 – 1997) a fusionné avec l'Institut de l'enfance et de la famille, création du gouvernement socialiste (1984 – 1997) avant de devenir le Centre international de l'enfance et de la famille (1997 – 1999). Le Centre international de l'enfance (CIE), créé en 1949 par le Pr Robert Debré et approuvé par décret du Président du Conseil des ministres, avait le statut de fondation privée de droit français, reconnue d'utilité publique. Ses objectifs étaient « de contribuer à la formation et à l'information du personnel voué à l'enfance et de tous ceux qui s'intéressent aux problèmes sanitaires, psychologiques, sociaux que pose dans les différents pays, notamment dans les pays déshérités, le développement des sujets jeunes » ; « d'œuvrer pour l'intégration de programmes "enfancejeunesse" dans les plans nationaux de développement économique et social » ; « d'accueillir les individus et les groupes qui travaillent dans ce sens, les guider, leur offrir documentation et conseils techniques. »
Le centre se trouvait de 1949 à 1996 au château de Longchamp dans le bois de Boulogne à Paris
Les fonds d'archives et de documentation de l'association sont stockés à la bibliothèque de l'Université d'Angers.